# ザ・ベスト・オブU2 18シングルズ
『ザ・ベスト・オブU2 18シングルズ』 (U218 Singles ) は、アイルランドのロックバンド、U2のシングルより選曲したベスト・アルバムである。

## 概要
U2のベスト盤としては1980年代（『ザ・ベスト・オブU2 1980-1990』）、1990年代（『ザ・ベスト・オブU2 1990-2000』）に次ぐ3枚目となる。過去のヒットシングル16曲に加え、新曲「ウィンドウ・イン・ザ・スカイズ」と「セインツ・アー・カミング」（ザ・スキッズのカヴァー）を収録。「セインツ・アー・カミング」はグリーン・デイとのコラボレーション曲で、2005年のハリケーン・カトリーナ被災者へのチャリティーシングルでもある。日本、イギリス、オーストラリア、ニュージーランド発売の通常盤には、ボーナス・トラックとして「アイ・ウィル・フォロー」が追加されている。
U2としては初のフルタイム・ベスト盤であり、バンドの代表曲を網羅しているが、初期のアルバム2作（『BOY』、『アイリッシュ・オクトーバー』）と1990年代のアルバム2作（『ZOOROPA』、『POP』）の期間のシングルは1曲も選ばれておらず、選曲について意見が分かれる部分もある。
初回限定盤にはDVDが付属し、ヴァーティゴ・ツアー・ミラノ公演のライブ映像が収められている。また、プロモーションビデオ集『ザ・ベスト・オブU2 18ビデオ』 (U218 Videos)も同時に発売された。 

## 収録曲

### 通常版
1. アイ・ウィル・フォロー - I Will Follow （ボーナス・トラック）
2. ビューティフル・デイ - Beautiful Day
3. アイ・スティル・ハヴント・ファウンド・ホワット・アイム・ルッキング・フォー（終りなき旅） - I Still Haven't Found What I'm Looking For
4. プライド - Pride (In the Name of Love)
5. ウィズ・オア・ウィズアウト・ユー - With or Without You
6. ヴァーティゴ - Vertigo
7. ニュー・イヤーズ・デイ - New Year's Day
8. ミステリアス・ウェイズ - Mysterious Ways
9. スタック・イン・ア・モーメント - Stuck in a Moment You Can't Get Out Of
10. ホエア・ザ・ストリーツ・ハヴ・ノー・ネイム（約束の地） - Where the Streets Have No Name
11. スウィーテスト・シング - Sweetest Thing
12. ブラディ・サンデー - Sunday Bloody Sunday
13. ワン - One
14. ディザイアー - Desire
15. ウォーク・オン - Walk On
16. エレヴェイション - Elevation
17. サムタイムズ・ユー・キャント・メイク・イット・オン・ユア・オウン - Sometimes You Can't Make It on Your Own
18. セインツ・アー・カミング  - The Saints are Coming (U2&グリーン・デイ)
19. ウィンドウ・イン・ザ・スカイズ - Window in the Skies

### 初回限定盤付属DVD
2005年7月21日にイタリア、ミラノのスタディオ・ジュゼッペ・メアッツァで行われたヴァーティゴ・ツアーの映像を収録している。収録時間：57分。
- ヴァーティゴ - Vertigo
- アイ・ウィル・フォロー - I Will Follow
- エレヴェーション - Elevation
- アイ・スティル・ハヴント・ファウンド・ホワット・アイム・ルッキング・フォー（終りなき旅） - I Still Haven't Found What I'm Looking For
- オール・アイ・ウォント・イズ・ユー - All I Want Is You
- シティ・オブ・ブラインディング・ライツ - City of Blinding Lights
- サムタイムズ・ユー・キャント・メイク・イット・オン・ユア・オウン - Sometimes You Can't Make It on Your Own
- ミス・サラエボ - Miss Sarajevo
- オリジナル・オブ・スピーシーズ - Original of the Species
- ウィズ・オア・ウィズアウト・ユー - With or Without You

## ビデオ
『ザ・ベスト・オブU2 18ビデオ』にはCD収録曲のビデオクリップ（複数ヴァージョン、ライブ映像を含む）を収録している。また、ボーナス映像として「ワン」と「ヴァーティゴ」のメイキング・ドキュメンタリーも収めている。収録時間：149分。